# 이상명

## 클럽 경력
이상명은 2025시즌 천안시티 FC에 신인으로 입단하여 프로 데뷔 무대를 밟았다. 팀 공식 발표에서 신인 선수단의 일원으로 소개되었다.

## 데뷔 및 통계
2025년 K리그2 시즌 중 첫 출전을 기록했으며, 데뷔전 경기에서 교체로 투입되어 중원에서 활약했다. 최근 경기(6월 14일 충남아산전)에도 출전하며 주전 경쟁에 나서고 있다.

## 특징
중앙 미드필더로서 경기 조율과 중원 장악력에서 강점을 보이는 선수로, 프로 적응을 통해 팀 내 입지를 점차 다지고 있다.

## 기타
천안시티 FC는 이상명의 생일을 구단 SNS를 통해 공식 축하하며 팀 내 환영 분위기를 알렸다.

## 참고 자료
- 스포츠니어스 – “천안의 허벅지 왕” 이상명, 프로 첫 경기 소감 보도
- 천안시티 FC 공식 SNS – 2025 신인 선수단 소개
- 천안시티 FC 공식 SNS – 'HAPPY BIRTHDAY 이상명' 생일 축하 게시물
- 천안시티 FC 경기 기록 – 2025 충남아산전 출전 명단